# 正光寺 (徳島県那賀町)
正光寺（しょうこうじ）は、徳島県那賀郡那賀町にある高野山真言宗の寺院である。山号は向栄山。本尊は地蔵菩薩。四国三十六不動霊場14番札所。新四国曼荼羅霊場87番札所。

## 歴史

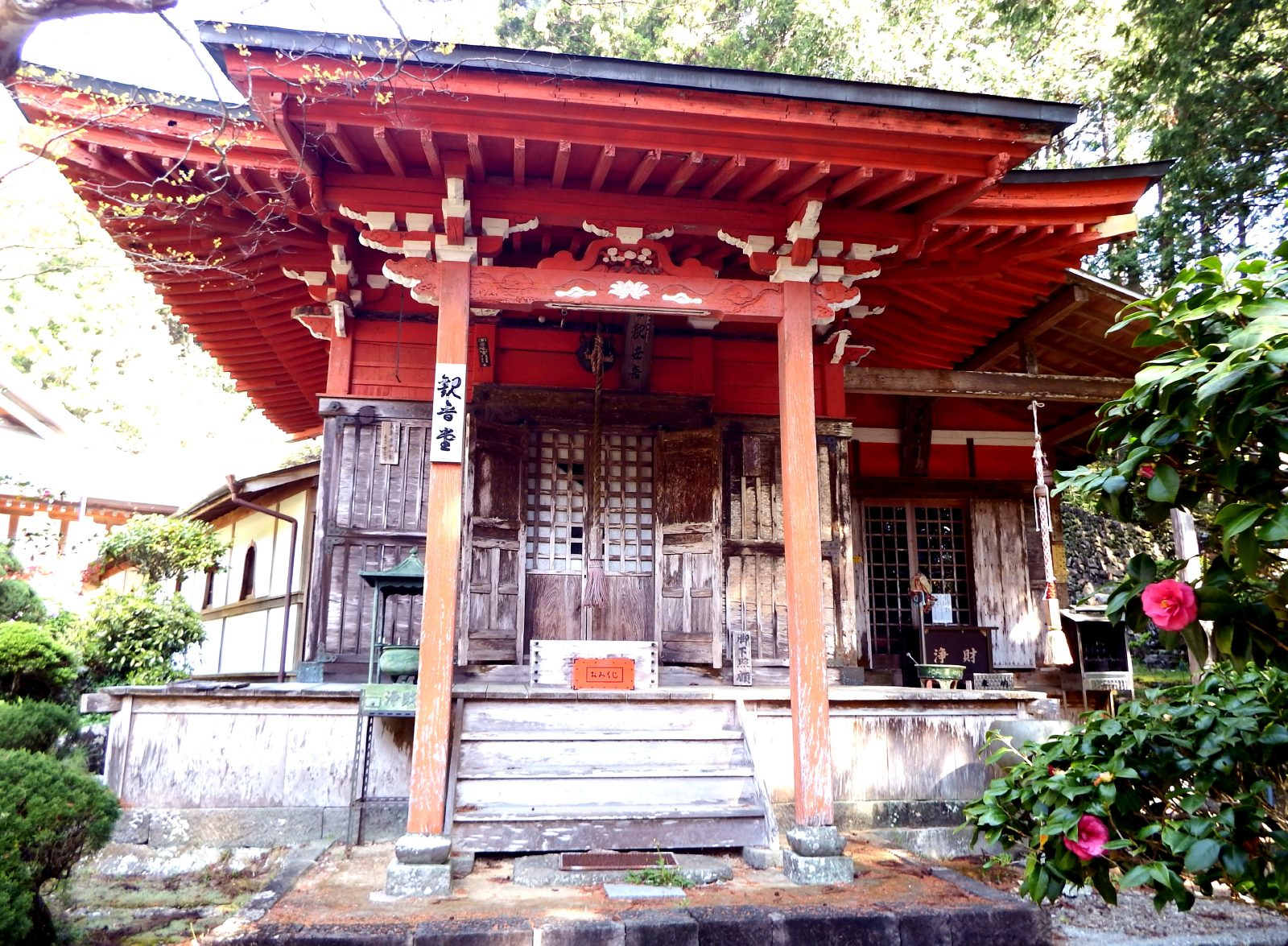
観音堂（左）と不動堂

正中元年（1324年）の開創と伝えられる。観音堂には仁宇村柏木家の守り本尊を安置。元禄7年（1694年）に再興、落慶法要が行われた。廃寺になった蓮光寺の地蔵菩薩を合祀し、山門の棟札には宝永3年（1617年）の銘があり、観音堂は元禄10年（1697年）建築で徳島県南最古の木造建築といわれる。また、小堀遠州門弟作と伝えられる庭園、那賀町指定の天然記念物の観音杉（樹齢400年）などがある。
不動尊の縁起には空海が阿波の太竜降伏、悪魔退散のために不動尊を祀って往来の安全を祈願したという。

## 伽藍
- 仁王門（鐘楼門）
- 本堂：新四国曼荼羅霊場の札所堂宇
- 観音堂
- 不動堂：四国三十六不動霊場の札所堂宇

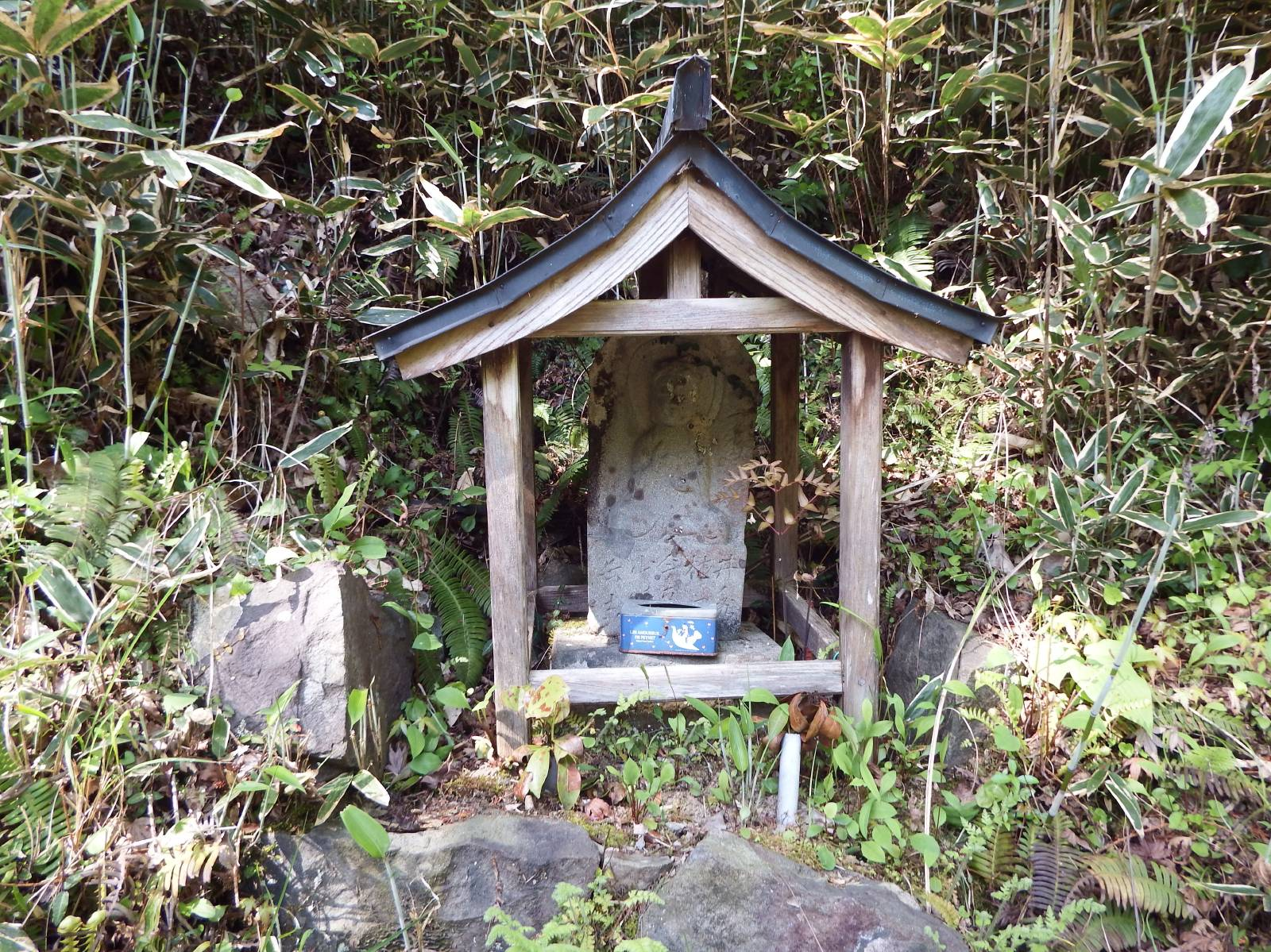
新四国１番

- 新四国八十八ケ所：車道進入路の左側から山に上がって行く。大師がありその先に1番より。

## 交通案内
- 四国旅客鉄道（JR四国）牟岐線 阿南駅より車で約45分。

## 前後の札所
四国三十六不動霊場
13番 密厳寺 --(51km)-- 14番 正光寺 --(130km)-- 15番 極楽寺
新四国曼荼羅霊場
86番 江音寺 ---- 87番 正光寺 ---- 88番 黒瀧寺